# Вилла Бреда в Понте-ди-Брента
Вилла Бреда в Понте ди Брента (итал. Villa Breda a Ponte di Brenta) — памятник истории и архитектуры, вилла, расположенная в долине реки Брента области Венето, северо-восточная Италия.

## История
Загородный дом был приобретён в 1859 году торговцем из Падуи Винченцо Стефано Бреда (ранее здание принадлежало знатной венецианской семье Контарини, а затем графине Гуаставиллани). Сенатор Винченцо Стефано Бреда отреставрировал старинное здание в 1859—1865 годах и завещал свои земельные владения местному муниципалитету, указав на филантропические цели, которые он преследовал при жизни в память о двух женщинах, своей матери Анджеле и своей жене Розе. Он заявил, что его дом, его благотворительные организации и его культурные ценности должны быть разделены с городом Падуя.
Вилла также славится своим парком в «итальянском стиле» с оранжереей, садовыми павильонами, скульптурами и остатками старых конюшен (Бреда также был конезаводчиком и новатором в мире скачек).
Вилла была отреставрирована и ныне в здании располагается художественный музей, в котором также проводятся различные временные выставки. В собрании музея имеются шестьдесят картин, а также собранные основателем предметы из бронзы, серебра, керамики и хрусталя, предметы обстановки жилого интерьера второй половины XIX века. Фонд Бреда также управляет ипподромом «Le Padovanellе». Деятельность музея помимо художественного собрания включает исторический архив, Музей коневодства и музей промышленной археологии.